# Szereg napięciowy metali
| Elektroda | E0 [V] |
| --------- | ------ |
| Li/Li+    | −3,04  |
| K/K+      | –2,93  |
| Ca/Ca2+   | –2,87  |
| Na/Na+    | –2,71  |
| Mg/Mg2+   | –2,37  |
| Mn/Mn2+   | –1,19  |
| Cr/Cr2+   | –0,91  |
| Zn/Zn2+   | –0,76  |
| Cr/Cr3+   | –0,74  |
| Fe/Fe2+   | –0,45  |
| Ni/Ni2+   | –0,26  |
| Sn/Sn2+   | –0,14  |
| Pb/Pb2+   | –0,13  |
| H2/2H+    | 0      |
| Cu/Cu2+   | 0,34   |
| Ag/Ag+    | 0,8    |
| Hg/Hg2+   | 0,85   |
| Au/Au3+   | 1,5    |
| Au/Au+    | 1,7    |

Szereg napięciowy metali (inaczej szereg elektrochemiczny, szereg aktywności metali) to zestawienie pierwiastków chemicznych o właściwościach metalicznych, według ich potencjału standardowego E0. Punktem odniesienia dla tego zestawienia jest elektroda wodorowa, której potencjał standardowy przyjmuje się umownie za zero.
Praktyczne znaczenie szeregu napięciowego metali wynika z faktu, że metal bardziej aktywny (o niższym E0) wypiera (poza niektórymi wyjątkami) metal mniej aktywny z roztworu jego soli, zaś dobrą miarą aktywności chemicznej metali jest ich potencjał standardowy. Na przykład, zgodnie z tabelą obok, dodanie metalicznego Zn do roztworu Fe2+ spowoduje wytrącenie metalicznego Fe i roztworzenie Zn do Zn2+.
Szereg ważniejszych metali uporządkowany w kierunku wzrostu potencjału i zarazem spadku łatwości tworzenia kationów:
Li K Na Ca Mg Al Mn Zn Cr Fe Cd Co Ni Sn Pb H Sb Bi Cu Ag Hg Pt Au

## Wnioski wynikające z szeregu napięciowego metali
Każdy metal o niższym potencjale normalnym wypiera z roztworu soli metal o wyższym potencjale.
Reguła ta nie dotyczy litowców i berylowców, które nie wypierają innych metali z wodnych roztworów, gdyż pierwszeństwo ma reakcja z wodą prowadząca do otrzymania wodorotlenków. Jedynie magnez i beryl, które reagują z wodą na gorąco, mogą wypierać w temperaturze pokojowej inne metale z roztworu. Glin nie wydziela z roztworów zawierających jony metali Fe2+, Zn2+, Pb2+ i Cu2+, ponieważ ulega pasywacji – pokrywa się warstewką ochronną swojego tlenku. W obecności jonów Cl−, niszczących powłokę tlenków, możliwe jest jednak wypieranie miedzi przez glin. Wykorzystuje się to w pokazowym doświadczeniu "żarłoczny roztwór".
Metale o ujemnych potencjałach normalnych mogą wypierać wodór. Metale te są metalami aktywnymi, nazywane czasami nieszlachetnymi.
Reakcja przebiega tym mniej energicznie, im bliższy zera jest potencjał normalny metali.
Metale o dodatnich potencjałach normalnych nie wypierają wodoru z kwasów i bywają nazywane metalami szlachetnymi. Reagują one z kwasami tlenowymi wykazującymi właściwości utleniające.
Im bardziej ujemny potencjał normalny metalu, tym mocniejszym jest reduktorem.
Im bardziej dodatni potencjał normalny metalu, tym mocniejszym jest utleniaczem.